# Energia del vuoto
L'energia del vuoto è una quantità di energia presente ovunque nello spazio anche quando privo di materia, il che rende lo spazio vuoto non completamente vuoto.
Questa energia è legata alle fluttuazioni quantistiche, che determinano la continua fugace comparsa e annichilazione di particelle e antiparticelle. L'esistenza di un vuoto privo di energia comporterebbe l'annullamento simultaneo della posizione e della velocità di una particella, contraddicendo il principio d'indeterminazione. L'energia del vuoto può avere effetti misurabili, tra cui l'emissione spontanea di luce o raggi gamma, l'effetto Casimir e il Lamb shift. Si ipotizza inoltre che abbia conseguenze su scala cosmologica, fornendo una spiegazione dell'energia oscura.
Il corrente limite superiore di densità misurato per l'energia del vuoto è 1×10−9 J/m³, mentre la predizione del modello standard della cosmologia è di un valore di oltre cento ordini di grandezza più elevato, costituendo un problema per la teoria.

## L'energia del vuoto nelle teorie delle particelle elementari
La teoria quantistica dei campi, che descrive le interazioni fra le particelle elementari in termini di campo, contribuisce alla dimostrazione dell'esistenza di questa energia identificandola con l'energia di punto zero. Un esempio è l'effetto Casimir: due piastre metalliche vicine sono sottoposte ad una leggera forza di attrazione dovuta al fatto che l'energia del vuoto è inferiore nello spazio fra le piastre rispetto a quella all'esterno.
Poiché l'energia potenziale è definita a meno di una costante additiva arbitraria, il valore dell'energia del vuoto potrebbe essere considerato non importante. Questa importanza nasce se si considera anche la forza di gravità, determinando conseguenze sull'espansione dell'universo (v. paragrafo successivo).
La quantità di energia del vuoto può essere descritta come un conteggio delle particelle virtuali che nel vuoto sono generate e distrutte (fluttuazioni del vuoto).

## Effetti su scala cosmologica
Alla fine del 1998 si capì, studiando più di 40 supernovae, che la velocità di espansione dell'universo non rallenta, bensì accelera sensibilmente. Fino ad allora si era ipotizzato che l'universo, a causa della forza gravitazionale, stesse gradualmente rallentando dopo il Big Bang, eventualmente per poi fermarsi e regredire verso un Big Crunch. Al contrario, studiando la luce di queste supernove si poté vedere come la loro distanza risultasse del 10-15% superiore a quella attesa. L'universo è dunque in accelerazione e la spiegazione più accettata di tale fenomeno risiede nell'energia del vuoto.
L'energia del vuoto ha una pressione negativa equivalente alla sua densità e la ragione di ciò può essere individuata nella termodinamica classica. Il lavoro prodotto da un cambiamento di volume {\displaystyle dV} è uguale a {\displaystyle -pdV}, dove {\displaystyle p} è la pressione. Ma la quantità di energia in un contenitore vuoto aumenta all'aumentare del volume (e quindi {\displaystyle dV} è positivo) in quanto l'energia è uguale a {\displaystyle \rho V}, dove {\displaystyle \rho } è la densità dell'energia del vuoto. Quindi {\displaystyle p} è negativo ed infatti {\displaystyle p=-\rho }. In conclusione, mentre la densità di energia del vuoto e la conseguente pressione negativa rimangono costanti durante l'espansione, contemporaneamente la densità di energia della materia, cioè l'attrazione gravitazionale, si riduce e questo determina l'accelerazione dell'espansione. L'energia del vuoto, indicata con la lettera greca {\displaystyle \Lambda } (Lambda, da cui il modello Lambda-CDM o modello standard della cosmologia), assumerà pertanto il ruolo di costante cosmologica positiva antigravitazionale. Essa è stimata dell'ordine di 10−29 g/cm3 o di 10−123 in unità di Planck.

## Dinamica dei buchi neri
Il concetto di energia del vuoto implica che le fluttuazioni del vuoto sono sempre generate da un accoppiamento particella-antiparticella. Il fisico Stephen Hawking ha supposto che la creazione di queste particelle nei pressi di un buco nero ne comporti una sorta di "evaporazione". L'energia netta dell'universo rimane pari a zero se questi accoppiamenti sono distrutti entro il tempo di Planck. Se prima di questo annichilimento una delle due particelle è attratta dal buco nero, l'altra è irradiata nello spazio. Tale perdita si accumula e, nel tempo, potrebbe portare alla scomparsa del buco nero. La durata di tale processo dipende dalle dimensioni del buco nero, ma si è calcolato che sarebbero necessari {\displaystyle 10^{100}} anni perché un buco nero delle dimensioni del Sole si distrugga per "evaporazione".

## Secondo Wilczek
Nel suo trattato La leggerezza dell’essere, Frank Wilczek, premio Nobel per la Fisica nel 2004, affronta a fondo il problema della vera natura della materia e demolisce i concetti precedenti dello spazio vuoto. Lo scienziato statunitense afferma:
Ciò che noi percepiamo come spazio vuoto è un mezzo potente la cui attività modella il mondo.
lo spazio ed il tempo sono riempiti da un ingrediente primario che brulica di attività quantistica; l’ingrediente primario contiene anche componenti durevoli. Ciò fa dell’universo un superconduttore multicolore multistrato.
L’ingrediente primario della realtà contiene un campo metrico che dà rigidità allo spazio tempo e crea la gravità.
L’ingrediente primario della realtà ha un peso e la sua densità è universale.
Tutto ciò per Wilczek costituisce un qualcosa che non è il nulla e che chiama “griglia". Secondo lo studioso nello spazio si verifica una reazione sorprendente: nulla = quark + antiquark + energia, quindi "lo spazio vuoto è un ambiente esplosivo pronto a deflagrare con coppie di quark e antiquark”